# 戀愛中的女人
《戀愛中的女人》（英語：Women in Love）是大衛·赫伯特·勞倫斯的小說作品，曾入選20世紀百大英文小說。